# Ubort
El Ubort (ruso y ucraniano: Уборть; en bielorruso: Убарць, Ubarć ) es un río en el Óblast de Zhytomyr (Ucrania) y la región de Gomel (Bielorrusia), un afluente por la derecha del Prípiat en la cuenca del río Dnieper.  Tiene una longitud de 292 kilómetros y una cuenca hidrográfica de 5 820 km2. 
El Ubort se alimenta principalmente del deshielo (~70%) y alcanza su máximo durante la escorrentía primaveral, normalmente entre mediados de marzo y principios de mayo, y mantiene un caudal uniforme, aunque menor, durante los meses de verano. Puede helarse a mediados de noviembre o a finales de enero, y el hielo se rompe a mediados de febrero o a mediados de abril.

## Curso
El Ubort nace en las colinas situadas por encima y al sur del pueblo de Andreyevichi, en el óblast de Zhytomyr. Nace a 207 m de altitud, de una serie de pequeños arroyos que fluyen hacia el oeste desde las colinas Simony, a 222 m de altitud, y hacia el noreste desde las colinas Marynivka, a 225 m de altitud. El río fluye hacia el norte pasando por Yemilchyne y Olevsk, desde donde cruza la frontera internacional con Bielorrusia cerca de Borovoye (Баравое). A continuación, fluye hacia el noreste y el norte pasando por Lelchytsy y Moiseyevichi, antes de entrar en el Pripyat en Pyetrykaw. La desembocadura se encuentra a 120 metros de altitud.
Los principales afluentes del Ubort son el Perga (Перга), de 67 km, con desembocadura a en Ucrania, y el Svidovets (Свидовець), de 58 km, con desembocadura en Bielorrusia.
El río tiene una escasa pendiente que desciende sólo 87 metros en sus 292 kilómetros de longitud. El resultado es un río serpenteante con muchos pantanos y lagos. La superficie de su cuenca de drenaje es de 5.820 kilómetros cuadrados. El caudal medio anual en la desembocadura del Ubort es de 24,4 metros cúbicos por segundo.

## Historia
El nombre aparece en latín como Hubort en un documento topográfico de 1412. Algunos mapas de los siglos XVII y XVIII lo señalan como Олевская (Olevskaya) o en polaco Olewsko, como perteneciente a la ciudad de Olevsk. El origen del nombre Ubort es oscuro, pero parece estar relacionado con el uso de tablas (ubort) en la fabricación de árboles huecos artificiales para las abejas melíferas. 
En julio de 1941, entre 30 y 40 judíos de Olevsk fueron llevados al río Ubort, donde fueron humillados y torturados; algunos de ellos fueron asesinados en el pogromo. 
Fue contaminado durante el desastre de Chernobyl .

## Libros
- Khvagina, T. A. (2005). Polesye: from the Bug to the Ubort' (en be, ru, en). Minsk: Vysheysha shkola. ISBN 985-06-1153-7.
- Gerlach, Thomas (2009). Ukraine: Zwischen den Karpaten und dem Schwarzen Meer (Ukraine: Between the Carpathians and the Black Sea) (en alemán). Berlin: Trescher. ISBN 978-3-89794-152-6.